# Belmont (Mississippi)
Belmont é uma cidade  localizada no estado americano de Mississippi, no Condado de Tishomingo.

## Demografia
Segundo o censo americano de 2000, a sua população era de 1961 habitantes. 
Em 2006, foi estimada uma população de 1952, um decréscimo de 9 (-0.5%).

## Geografia
De acordo com o United States Census Bureau tem uma área de 
12,2 km², dos quais 12,2 km² cobertos por terra e 0,0 km² cobertos por água. Belmont localiza-se a aproximadamente 177 m acima do nível do mar.

## Localidades na vizinhança
O diagrama seguinte representa as localidades num raio de 24 km ao redor de Belmont. 